# Arno Monsecour
Arno Monsecour (Gent, 19 januari 1996) is een voormalig Belgisch voetballer.

## Biografie
Monsecour is een jeugdproduct van KSC Lokeren. Op 8 augustus 2014 zat hij voor het eerst op de bank van de eerste ploeg voor de competitiewedstrijd tegen KRC Genk, maar spelen deed hij niet. Zijn officiële debuut maakte hij pas op 18 februari 2017, toen hij tegen KV Mechelen in de 86e minuut mocht invallen voor de geblesseerde Branislav Ninaj. Monsecour speelde in zijn debuutseizoen uiteindelijk zes competitiewedstrijden. In het seizoen 2017/18 raakte hij aan tien competitiewedstrijden. Nadien slaagde hij er echter niet in om verder door te breken bij Lokeren.
Al tijdens zijn actieve voetbalcarrière startte hij een eigen praktijk als zelfstandig diëtist. In 2021 bracht hij het boek 'Verlost van Verleiding' uit.

## Clubstatistieken
| Seizoen         | Club            | Land            | Competitie      | Competitie | Competitie | Beker | Beker | Totaal | Totaal |
| Seizoen         | Club            | Land            | Competitie      | Wed.       | Dlp.       | Wed.  | Dlp.  | Wed.   | Dlp.   |
| --------------- | --------------- | --------------- | --------------- | ---------- | ---------- | ----- | ----- | ------ | ------ |
| 2016/17         | KSC Lokeren     | Vlag van België | Eerste klasse A | 6          | 0          | 0     | 0     | 6      | 0      |
| 2017/18         | KSC Lokeren     | Vlag van België | Eerste klasse A | 10         | 0          | 1     | 0     | 11     | 0      |
| 2018/19         | KSC Lokeren     | Vlag van België | Eerste klasse A | 1          | 0          | 0     | 0     | 1      | 0      |
| 2019/20         | KSC Lokeren     | Vlag van België | Eerste klasse B | 0          | 0          | 0     | 0     | 0      | 0      |
| Carrière totaal | Carrière totaal | Carrière totaal | Carrière totaal | 17         | 0          | 1     | 0     | 18     | 0      |

## Privé
- Monsecour is de tweelingbroer van Nora Monsecour, op wie de Belgische film Girl gebaseerd werd.[4]